# پارک ورزشی کلارنس (سنت آلبانس)
پارک ورزشی کلارنس (به انگلیسی: Clarence Park) یک ورزشکاه فوتبال در بریتانیا است که در سنت آلبنز واقع شده‌است.